# Dennis Rosin
Dennis Rosin (* 27. Juni 1996 in Hamburg) ist ein deutscher Fußballspieler.

## Karriere
Rosin rückte am 18. Oktober 2014 erstmals aus dem U-19-Kader der A-Junioren-Bundesliga in den Kader der zweiten Mannschaft des FC St. Pauli auf. Am gleichen Tag gab er beim 1:1 gegen den TSV Havelse in der Regionalliga Nord sein Debüt. Bis 2017 spielte er in der RL Nord für die zweite Mannschaft des FC St. Pauli. Bereits zur Spielzeit 2015/16 stand Rosin im Kader der ersten Mannschaft, blieb jedoch ohne Einsatz.
Sein Debüt in der 2. Bundesliga, somit auch in der ersten Mannschaft des FC St. Pauli, gab er am 22. Oktober 2016, dem 10. Spieltag. Bei dieser 0:3-Niederlage gegen den SV Sandhausen stand er in der Startaufstellung und wurde zur Halbzeit für Fafà Picault ausgewechselt. Rosin kam insgesamt auf drei Einsätze für St. Pauli in der 2. Bundesliga.
In der Saison 2017/18 spielte Rosin bei der Zweitvertretung von Werder Bremen in der 3. Liga. Am 29. August 2018 wechselte er nach dem Abstieg von Bremen II zu den Sportfreunden Lotte. Dort kam er lediglich auf zwei Einsätze und verließ den Verein im Januar 2019 wieder, um einen Vertrag bis Juni desselben Jahres, welcher sich per Option auf ein weiteres Jahr verlängern lässt, bei der SV Elversberg zu unterzeichnen.
Ab Juli 2019 spielte Dennis Rosin für den VfB Oldenburg aus der  Regionalliga Nord, zur darauffolgenden Saison wechselte er innerhalb der Liga zu Altona 93. Mit dem Verein erreichte er in der Spielzeit 2021/22 das Finale im Hamburger Pokal, welches jedoch mit 0:1 gegen den FC Teutonia 05 Ottensen verloren wurde.
Seit Sommer 2022 steht Rosin bei der SV Drochtersen/Assel unter Vertrag, dessen Laufzeit zwei Jahre beträgt.